# Těšany
Těšany település Csehországban, a Brno-vidéki járásban. Těšany Bošovice, Otnice, Borkovany, Újezd u Brna, Žatčany, Nesvačilka, Moutnice és Šitbořice településekkel határos. Lakosainak száma 1296 fő (2024. január 1.).

## Népesség
A település lakosságának változását az alábbi diagram mutatja:
| Lakosok száma | 975  | 1114 | 1284 | 1272 | 1179 | 1231 | 1220 | 1249 | 1260 | 1296 |
|               | 1869 | 1900 | 1921 | 1961 | 1980 | 2011 | 2016 | 2019 | 2021 | 2024 |